# اس‌ام‌اس آدلر
اس‌ام‌اس آدلر (به انگلیسی: SMS Adler) یک کشتی بود که طول آن ۶۱٫۸ متر (۲۰۲ فوت ۹ اینچ) بود. این کشتی در سال ۱۸۸۳ ساخته شد.